# 順德王后
順德王后（순덕왕후，1094年—1118年），即文敬太后（문경태후），是朝鮮國公李資謙第二女，高麗睿宗王妃，高麗仁宗之母。
睿宗三年（1108年），及笄後的李氏入宮，號延德宮主。睿宗四年（1109年）在私第生元子，爲仁宗，睿宗遣使下詔賜銀器、綾羅、錦絹、鞍馬、布米。九年（1114年）冊爲王妃。又生承德興慶二宮主。十三年（1118年）產後薨逝。他柔嘉聰慧，非常得寵，自得病，国王親調藥餌。死后谥号順德王后，葬綏陵。睿宗親送葬到神鳳門外，後又幸魂堂。仁宗卽位，追尊爲文敬王太后。十八年（1138年）四月加谥号慈靖。

## 家族
- 祖父:李顥
- 祖母:金氏
- 外祖父：崔思諏
  - 父：李資謙
  - 母：崔氏
    - 夫：高麗睿宗
    - 妹妹：廢妃李氏 (李資謙三女)、廢妃李氏 (李資謙四女)
      - 子：高麗仁宗
      - 女：承德公主、興慶公主